# Sally Martin
Sally Erana Martin (Wellington, 14 de Maio de 1985) é uma atriz mais conhecida por seu papel como Tori Hanson/Ranger Ninja Azul na série de TV Power Rangers: Ninja Storm.
Ela também trabalhou em várias séries como Seven Periods with Mr Gormsby, The Killian Curse e nos filmes televisivos Murder in Greenwich e na produção do Disney Channel, Wendy Wu: Homecoming Warrior.

## Início
Nascida em Wellington, Sally estudou na Chilton St. James School, onde ela se apresentou inúmeros festivais e produções, incluindo a nacional Shiela Winn Shakespeare festival, na competição New Zealand College Theatresports, além de uma variedade peças escolares.

## Carreira
Sally Martin começou a atuar aos 15 anos em The Strip no papel de Gemma em 2001. Em seguida, ela atuou no filme Revelations na pele da personagem Annie em 2002. Após sua atuação nessa produção, ela foi aprovada para o papel de Tori Hanson na série Power Rangers: Ninja Storm em 2003. Nesse ano, ela passou a ser reconhecida como a ranger azul pelo público infantil. Esse mesmo público a acompanhou no filme do Disney Channel, Wendy Wu: Homecoming Warrior, onde atuou ao lado de Brenda Song em 2006. No filme, sua personagem recebeu o mesmo nome de sua personagem em Power Rangers, Tori. Sally então passou a atuar na série Welcome to Paradise em 2007.

## Filmografia
- 2009 – Shortland Street (Série) ... como Nicole Miller
- 2007 - Welcome to Paradise (Série) ... como Sasha
- 2007 - Power Rangers: Operation Overdrive (participação) ... como Tori Hanson/Ranger Ninja Azul
- 2006 - Wendy Wu: Homecoming Warrior ... como Tory
- 2004 - Power Rangers: Dino Thunder
  - Thunder Storm: Part 2 .... Tori Hanson/Ranger Ninja Azul
  - Thunder Storm: Part 1 .... Tori Hanson/Ranger Ninja Azul
- 2003 - Power Rangers: Ninja Storm (série de TV) ... como Tori Hanson/Ranger Ninja Azul
- 2002 - Murder in Greenwich (série de TV) ... como Charity Foster
- 2001-2002 - The Tribe (TV) ... como Guest Cast
- 2001 - The Strip (TV) ... como Gemma
- 1987 - The Facts of Life Down Under (série de TV) ... como Gwenn Pitt